# 붉은비스카차쥐
붉은비스카차쥐 또는 평원비스카차쥐(Tympanoctomys barrerae)는 데구과에 속하는 설치류의 일종이다. 아르헨티나의 토착종이다. 붉은비스카차쥐속으로 분류되는 3종의 하나이다.

## 특징
붉은비스카차쥐는 상당한 크기의 설치류로 큰 머리와 긴 꼬리 그리고 짧은 귀를 갖고 있다. 다 자란 성체의 전체 몸길이는 약 13cm이고 꼬리 길이는 약 15cm, 몸무게는 평균 90g 정도로 수컷이 암컷보다 약간 무겁다. 담황색-노랑 털을 갖고 있으며, 하체는 흰색이고 꼬리 끝 쪽으로 갈수록 진한 갈색을 띤다.

## 분포 및 서식지
아르헨티나 서부의 토착종으로 멘도사주와 라팜파주 서부에서 파편적으로 분포한다. 자연 서식지는 해발 300m와 1400m 사이의 사막 관목 지대과 모래 언덕 그리고 염전 지역이다. 아종은 알려져 있지 않다.
서식지의 파편화 및 제한된 서식지때문에 멸종 위협을 받고 있다.

## 생태 및 습성
평원비스카차쥐는 독거 생활을 하는 야행성 동물이다. 일부러 만든 큰 흙무더기 안에 복잡한 형태의 굴을 만든다. 보통 흙무더기는 가로 세로 13.6m x 8.7m에 높이는 1.25m 정도이고, 평균 23개 정도의 굴 입구를 갖고 있다. 흙무더기 안의 굴은 최대 3개의 층으로 이루어져 있고, 수많은 방과 막다른 갱도를 포함하고 있다.
초식동물로 주로 갯능쟁이속(Atriplex)과 나문재속(Suaeda) 식물과 같은 염생식물 속에서 먹이를 구하지만, 때로는 풀과 같은 다른 식물을 먹기도 한다. 이빨로 갯능쟁이속 식물의 염생 관목 잎의 소금을 긁어 내고, 먹기 전에 입 주위를 닦아서 먹는다. 이렇게 소금 섭취를 줄이지만, 여전히 고농도 소변을 만들어 몸의 균형을 유지한다.
새끼는 눈을 뜨지 않은 상태의 약 4g의 몸무게로 태어난다. 약 6일 후에 눈을 뜨고, 10일 후에 고체 상태의 음식을 먹기 시작한다.